# Ngeleʻia FC
Ngeleʻia FC – tongański klub z siedzibą w Kolofou. Grał w Tonga Major League od co najmniej 1971 roku do 2009 roku. Nie wiadomo, czy grał w każdym z sezonów pomiędzy tymi latami. Zdobył 9 mistrzostw kraju i tyle samo pucharów kraju - jest najbardziej utytułowanym klubem Tongi pod względem liczby pucharów i drugim najbardziej utytułowanym klubem pod względem liczby mistrzostw.

## Tytuły
| \| \| Zdobyte trofea w rozgrywkach Tonga (stan na: 16.12.2020) \| |                                                          |      |                                                         |
| Rozgrywki                                                         | Osiągnięcie                                              | Razy | Sezon(y)                                                |
| Mistrzostwo                                                       | I miejsce                                                | 9    | 1971/72, 1982, 1983, 1984, 1985, 1986, 1987, 1988, 1990 |
| Mistrzostwo                                                       | II miejsce                                               | 2    | 1994 2003                                               |
| Mistrzostwo                                                       | III miejsce                                              |      |                                                         |
| Puchar                                                            | zdobywca                                                 | 9    | 1981, 1982, 1983, 1985, 1986, 1987, 1988, 2002, 2003    |
| Puchar                                                            | finalista                                                |      |                                                         |
| Tonga                                                             | Zdobyte trofea w rozgrywkach Tonga (stan na: 16.12.2020) |      |                                                         |